# 21世紀エジソン
『21世紀エジソン』（にじゅういっせいきエジソン）は、TBS系列で放送されたバラエティ番組である。制作局のTBSでは2007年10月9日から2008年9月23日まで、毎週火曜23:55 - 翌0:25（JST）に放送された。ハイビジョン制作。字幕放送実施。

## 内容
テレビタレントや業界人が企画を持ち込み実行する単発特別番組枠的実験的番組。まさに発明王エジソンのような21世紀のテレビ界を背負っていくような企画を発掘していく番組として放送された。
2007年の番組開始当初は、オープニングは暗いセットの「24時またぎの谷」に司会の名倉潤と当時TBSアナウンサーだった竹内香苗がおり、扉には、キラー・カーン演じる番人が鍵をかけ、24時を過ぎると扉が開き、扉の向こうにその日放送される企画内容本編がある、との設定で始まり、企画内容本編そのものはCMを除き16分程度の長さで放送された。しかし、この形式では「視聴率が上がらない」との理由で、2008年からは本編のみの放送に変更された。また、タイトルクレジットは、『妖怪人間ベム』のパロディーである。

## 出演
司会
- 名倉潤（ネプチューン）
- 竹内香苗（当時TBSアナウンサー）

## 企画リスト
大概の場合、2週連続で放送し、前後編に分けている。

### 2007年
- 外泊X(10月9日、10月16日)

ビビる大木、長州小力が、それぞれ芸能人の家に突然現れ一泊。
- 夢のシルシ（10月23日 、10月30日、12月27日）
芸能人の夢占い。年末に90分SPも放送した
- ソウルロケ、離婚癒しの旅三原じゅん子人力車乗車（11月6日）
- マニア男のシビれる話（11月13日、11月20日）
マニア男が登場し、100人の女性にプレゼン。
- DVD秘密集会（11月27日、12月4日）
マニアックなDVDを持ち寄って鑑賞トーク企画。
- 思い出居酒屋（12月11日、12月18日）
名倉が店主となり、来客芸能人が思い出を語る。

### 2008年
- タレントの賞味期限（1月8日、1月15日）
- 一発ギャグメリーゴーランド（1月22日、1月29日、3月17日、7月29日、8月5日）
『あらびき団』の芸人が多数出演。4人1組でのチーム戦。『世界一短いギャグ祭!お笑いメリーゴーランド』としてゴールデンタイムで不定期特番化。
- バカ問答（2月5日、2月12日）
- クイズ イエスタデイ（2月19日、2月26日）

千秋、土岐田麗子、大島麻衣（AKB48元メンバー）の3人の1日を追い、番組収録の翌日にその行動を本人に回答させるクイズ。
- 同情したら金をくれ（3月4日、3月11日）
- ナグータンヌーボ（4月8日）
名倉、レッド吉田、土田晃之の男3人がトークをする『パパサウルス』のパロディ。
- 写楽（4月15日、4月22日）
合成写真を使った新感覚クイズ。
- 雑学発掘委員会・諸説アリ!（4月29日、5月6日、5月13日）
品川庄司、博多華丸・大吉、磯山さやか、カンニング竹山、テレンス・リーらが雑学定説の裏に隠れた新説を解き明かす、討論バトル。
- お笑いミュージアム（5月20日、5月27日）
ベテランから放送当時の若手までレアなお笑い芸人が集合し、1組ずつネタを披露する、一般民家の部屋を模した演芸博物館。『ぐるぐるナインティナイン』で放送された「おもしろ荘へいらっしゃい!」のパロディ
- 階段クイズ（6月3日、6月10日）
『中居正広のボクらはみんな生きている』で放送された「境界線クイズ」の復刻版だが、境界線候補が階段になっている。
- 見た目でジャッジ（6月17日、6月24日）
見た目だけで本物か偽者か見抜く新感覚クイズ。
- 頭が良くなる 芸人ニュース（7月1日、7月8日）
芸人特派員のネタ（漫才、コント）を通じて知識を得る、報道とバラエティの融合企画。タイトルロゴは『FNNスーパーニュースWEEKEND』のパロディ。最優秀特派員はダイノジ。
- 芸人戦闘力バトル アッハ（7月15日、7月22日）
お笑いタレントが1対1でトークバトルし、どちらの意見で観客が笑ったか、観客の笑い声量を騒音計で計測数値化した「アッハ値」で戦う。
- 残念な晩餐（8月12日、8月19日）
レストランを舞台に、残念な話を注文。8月19日は支配人役の司会は名倉ではなく吉田敬（ブラックマヨネーズ）、名倉は客として参加し早退。
- 9択クイズ正解は誰だ!!（8月26日、9月2日）
9人チームで9者選択クイズに挑戦し、問題に対しての9つの選択肢の中からの選択（9者択一）も行い、1問につき1人勝ち抜け（最高成績は連続8問正解）。不正解ならばその選択肢担当者が罰を受ける。
- DVD秘密集会（9月9日、9月16日）
- 2時間ヒマつぶし（9月23日）
大竹一樹と名倉が東京都内某所の小さな公園で遊び、人間ウォッチングを行った。大竹の帰宅後、公園の入口に竹内アナが現れ、名倉と番組の1年半を振り返りトークを繰り広げた。

## ネット局
| 放送対象地域   | 放送局             | 系列    | 放送日時                           | 遅れ       |
| -------------- | ------------------ | ------- | ---------------------------------- | ---------- |
| 関東広域圏     | TBSテレビ          | TBS系列 | 火曜 23時55分 - 翌0時25分          | 制作局     |
| 北海道         | 北海道放送         | TBS系列 | 火曜 23時55分 - 翌0時25分          | 同時ネット |
| 岩手県         | IBC岩手放送        | TBS系列 | 火曜 23時55分 - 翌0時25分          | 同時ネット |
| 山形県         | テレビユー山形     | TBS系列 | 火曜 23時55分 - 翌0時25分          | 同時ネット |
| 福島県         | テレビユー福島     | TBS系列 | 火曜 23時55分 - 翌0時25分          | 同時ネット |
| 山梨県         | テレビ山梨         | TBS系列 | 火曜 23時55分 - 翌0時25分          | 同時ネット |
| 新潟県         | 新潟放送           | TBS系列 | 火曜 23時55分 - 翌0時25分          | 同時ネット |
| 長野県         | 信越放送           | TBS系列 | 火曜 23時55分 - 翌0時25分          | 同時ネット |
| 石川県         | 北陸放送           | TBS系列 | 火曜 23時55分 - 翌0時25分          | 同時ネット |
| 中京広域圏     | 中部日本放送       | TBS系列 | 火曜 23時55分 - 翌0時25分          | 同時ネット |
| 岡山県・香川県 | 山陽放送           | TBS系列 | 火曜 23時55分 - 翌0時25分          | 同時ネット |
| 広島県         | 中国放送           | TBS系列 | 火曜 23時55分 - 翌0時25分          | 同時ネット |
| 山口県         | テレビ山口         | TBS系列 | 火曜 23時55分 - 翌0時25分          | 同時ネット |
| 愛媛県         | あいテレビ         | TBS系列 | 火曜 23時55分 - 翌0時25分          | 同時ネット |
| 宮崎県         | 宮崎放送           | TBS系列 | 火曜 23時55分 - 翌0時25分          | 同時ネット |
| 鹿児島県       | 南日本放送         | TBS系列 | 火曜 23時55分 - 翌0時25分          | 同時ネット |
| 沖縄県         | 琉球放送           | TBS系列 | 火曜 23時55分 - 翌0時25分          | 同時ネット |
| 静岡県         | 静岡放送           | TBS系列 | 木曜 0時25分 - 0時55分（水曜深夜） | 1日遅れ    |
| 近畿広域圏     | 毎日放送           | TBS系列 | 水曜 1時55分 - 2時25分（火曜深夜） | 7日遅れ    |
| 福岡県         | RKB毎日放送        | TBS系列 | 火曜 23時55分 - 翌0時25分          | 14日遅れ   |
| 富山県         | チューリップテレビ | TBS系列 | 水曜 0時15分 - 0時50分（火曜深夜） | 14日遅れ   |

- 東北放送では自社製作番組『サンドのぼんやり〜ぬTV』放送開始のため2008年4月15日をもってネット打ち切り。

## スタッフ
- ナレーター：毎回変更
- 構成：毎回変更
- TM：鳥井隆
- TD：井原公二
- CAM：江浦友樹
- 音声：田村真紀・平川圭史
- 照明：中川清志
- 音効：湊航史
- CG：小室泰樹
- 編集：田村啓一郎
- MA：村上敏之
- 美術プロデューサー：相野道生
- 美術デザイナー：石井健将
- 美術制作：清水久
- 装置：高野勝之、田上雄一郎
- アクリル装飾：渡邊卓也
- 電飾：近藤樹也
- 装飾：谷口博映
- 衣装：軽石真央
- 持道具：貞中照美
- ヘアメイク：大岩乃里子
- 番組宣伝：安倍由美
- 技術協力：東通
- AD：中川寛之、大丸剛司、吹野慎太朗
- TK：菅生浩子
- デスク：大澤麻子
- AP：菊池絢子
- ディレクター：中島彰人、三宅康仁
- 総合演出：TBS局員が担当（稀に局員以外が担当している）
- プロデューサー：篠塚純、朝岡慶太郎
- チーフプロデューサー：落合芳行
- 制作協力：D:COMPLEX
- 制作：TBSテレビ
- 制作著作：TBS

### 過去のスタッフ
- チーフプロデューサー：荒井昌也
- ディレクター：千葉博史

## 主題歌 / エンディングテーマ
- ウラニーノ「6月のタイムマシーン」（2007年10月9日 - 2007年末）
- SONOMI「FOREVER」（2008年1月8日 - 3月20日）
- Metis「母賛歌」（2008年4月8日 - 6月24日）
- 井上ジョー[1]「HELLO!」（2008年7月1日 - 9月23日）